# Blip.tv
Blip (anteriormente blip.tv) era una plataforma de medios estadounidense encargada en la realización de contenido de series web, de igual manera ponía a disposición un tablero para que productores de series web originales produjeran, distribuyeran y monetizaran sus producciones. 
La empresa fue fundada el 5 de mayo de 2005, ubicada en la ciudad de Nueva York (donde se encontraba la sede central) y en Los Ángeles. Su capital fue financiado por Bain Capital Ventures, Canaan Partners y Ambient Sound Investments.
La declaración de misión de Blip era "ofrecer la mejor serie web original al público en múltiples plataformas". El sitio mostró una amplia variedad de dramas, comedias, artes, deportes y otros espectáculos. Blip fue adquirida por Maker Studios en 2013 y cerrada por la misma el 20 de agosto de 2015.
El sitio ha sido bloqueado por China y Turquía, en julio de 2007 y abril de 2011, respectivamente.

## Historia

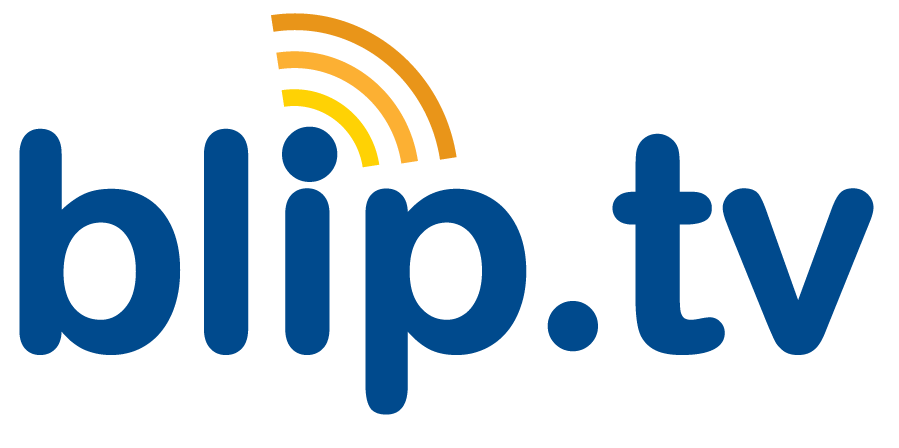
Antiguo logotipo de blip.tv

Fundado el 5 de mayo de 2005 por Mike Hudack, Dina Kaplan, Justin Day, Jared Klett y Charles Hope, blip.tv fue financiado por sus fundadores durante el primer año de su funcionamiento. Los socios crearon blip.tv poco después de unirse al grupo de blogs de video de Yahoo y vieron la oportunidad de crear un sitio de alojamiento de vídeos que se centrara en ser "la mejor plataforma de alojamiento, distribución y monetización de videos de su clase para productores independientes de vídeos de calidad de contenido."  El grupo adquirió el dominio blip.tv, creó la interfaz original del sitio en una semana y luego comenzó a atraer a productores y espectadores que estaban interesados en contenido de vídeo, como la serie web, por la que el sitio se hizo conocido desde entonces. Los fundadores contrataron a su primer empleado, Eric Mortensen, en 2006 para dirigir el contenido y la programación, dando su primer paso explícito para convertirse en una empresa de medios.
En 2007, blip.tv obtuvo financiación de Ambient Sound Investments y en 2008 recibió apoyo adicional de Bain Capital. En 2008, el documentalista ganador del premio Óscar Michael Moore se asoció con Blip, junto con Brave New Films, para distribuir su película Slacker Uprising, que fue la primera vez que un director destacado lanzó un largometraje gratuito a través de Internet.
En 2009, la red de distribución de blip.tv creció significativamente con la incorporación de nuevas asociaciones con YouTube, Vimeo, NBC Local Media New York y Roku. En 2010, blip.tv superó los 100 millones de vistas por vídeo. Al año siguiente, después de alcanzar más de tres mil millones de vistas por vídeo acumuladas, el sitio se sometió a una revisión masiva. La compañía lanzó un nuevo logotipo y nombre, eliminando el ".TV” y convertirse en “Blip”. Junto con el rediseño, se produjo un cambio en la política comercial y, en lugar de actuar principalmente como distribuidor de videos, Blip luego aceptó su destino como destino de vídeos con un rediseño que colocó la serie web blip.tv más popular al frente y al centro.
Tras la partida de muchos de los fundadores del sitio, Kelly Day, que había trabajado anteriormente para Discovery, Inc., fue contratada como nueva directora ejecutiva de la empresa en 2012. Day incorporó a Max Smith, anteriormente director financiero de Talking Media Group, como nuevo director financiero y a Jason Krebs, ex director de medios de Tremor Video, como nuevo presidente de ventas y marketing.
En 2012, Blip anunció el lanzamiento de Blip Studios dirigido por Steve Woolf, mediante el cual la compañía trabaja directamente con marcas, talentos y productores independientes de video web para crear contenido de mayor calidad. Por ejemplo, The Gauntlet, una serie de competencia de videojuegos, se realizó en asociación con Blip Studios y Rooster Teeth Productions. Blip también se ha asociado con Yahoo mediante el cual Yahoo promociono 13 programas de los que Blip tiene derechos de distribución en Yahoo Screen. Blip distribuirá 16 series de videos de Yahoo en su sitio de destino Blip.tv.
A partir de 2013, Blip Studios también tenía acuerdos exclusivos de distribución y talento con Channel Awesome, Juliansmith.tv, My Damn Channel y otros. El contenido de Blip Studios había recibido acumulativamente más de 250 000 000 de visitas. En el mismo año, Blip anunció su intención de alojar contenido creado por Ray William Johnson, el productor de The Dark Knight Rises, Michael Uslan, y Fremantle Media North America, productor de American Idol y The Pet Collective.
El 21 de agosto de 2013, Blip.tv fue adquirida por Maker Studios. El equipo ejecutivo de Blip.tv se incluyó en la adquisición.
Después de la adquisición, se cambiaron algunos términos del acuerdo de usuario, incluidos los nuevos requisitos de que se debe demostrar que el contenido es parte de una serie y de alta calidad.[cita requerida] Los comentarios de Facebook se agregaron casi al mismo tiempo.[cita requerida]
En mayo de 2014, los usuarios informaron por primera vez que recibieron una notificación de Blip. TV que perderían la capacidad de carga en julio de 2014 y que su canal se cerraría en septiembre de ese año. No se citaron violaciones de políticas en los mensajes, lo que sugería una causa económica.
Maker Studios cerró Blip.tv el 20 de agosto de 2015. El cierre se anunció por primera vez con un mes de anticipación. El sitio web ahora está inactivo.

## Mercado y modelo de negocio
Con un enfoque en la programación de series web con exclusión de otros tipos de vídeo en línea, "la fórmula de Blip.tv no emula a propósito el modelo de alojamiento de videos para compartir videos virales y amigos y familiares de YouTube", según la escritora de ZDNet Donna Bogatin. Todos los ingresos por publicidad se dividieron 50/50 entre los productores de contenido y Blip.
Desde el lanzamiento del sitio en 2005, Blip ha acumulado más de 2500 productores independientes y ha colaborado con más de 300 anunciantes de primer nivel y 26 de los 50 principales anunciantes en los Estados Unidos., incluidos GM, P&G, Microsoft, Google, Geico y más. Blip también permitió a los socios publicitarios entregar anuncios de vídeo totalmente personalizables, incluidos pre-rolls interactivos y superposiciones de vídeo.

## Popularidad
En 2012, según cifras de ComScore y Quantcast, Blip tenía alrededor de 500 millones de visitas mensuales globales y 40 millones de espectadores mensuales únicos. En comparación, YouTube recibe más de mil millones de visitas globales por mes. El espectador promedio pasó alrededor de 80 minutos en el sitio cada mes y la sesión de visualización promedio en el sitio fue de aproximadamente 25 minutos.

## Contenido notable

### Channel Awesome
La productora de medios en línea Channel Awesome comenzó a distribuir su contenido en Blip en 2008. A lo largo de los años, las notables series de reseñas de Channel Awesome han incluido The Nostalgia Critic, The Cinema Snob y Atop the Fourth Wall. Los videos de Nostalgia Critic promedian más de 100,000 a 200,000 visitas por semana. En octubre de 2012, Blip anunció una asociación con Channel Awesome y la creación de un nuevo canal de reseñas en YouTube, The League of Super Critics. El canal consta de conocidas personalidades de la web, como Nostalgia Critic, Nostalgia Chick, The Cinema Snob y Todd in the Shadows. Los programas cubren una variedad de temas que incluyen televisión, libros, películas y música.

### Rooster Teeth
Blip también se asoció con Rooster Teeth, los productores de The Gauntlet, Red vs. Blue ,Immersion y Achievement Hunter. Red vs Blue ha recibido muchos elogios de la crítica y ganó el premio "Mejor Serie Web Animada" de la Academia Internacional de Televisión Web.

### KipKay
Blip solía tener el canal de bricolaje de KipKay en el sitio. KipKay todavía crea contenido en su canal de YouTube.

### Otro contenido
Blip había estado acumulando programación de comedia exclusiva. A través de su asociación con My Damn Channel, la sexta temporada de la serie web Wainy Days de David Wain se transmitirá exclusivamente en Blip. Blip también presenta otro contenido de My Damn Channel, incluido Daddy Knows Best, protagonizado por Stephen Rannazzisi como un padre indolente, y la serie de blogs en video Daily Grace. Blip también se asoció con los comediantes en línea Julian Smith y Ray William Johnson .
Después de ser uno de las docenas de canales que formaron parte de la iniciativa del canal original de $100 millones de YouTube, FremantleMedia abandonó su asociación con YouTube a favor de trabajar con Blip en la producción de The Pet Collective, que muestra clips cortos de animales. Aunque los vídeos continúan distribuyéndose en YouTube, Blip tuvo una ventana de distribución de primera ejecución y actuó como agente exclusivo de ventas de anuncios para The Pet Collective.

## Funciones de vídeo
Ver videos de Blip en una PC o en una computadora portátil requería que el complemento Adobe Flash Player estuviera instalado en el navegador; la visualización móvil estaba disponible a través de una aplicación móvil que estuvo disponible hasta principios de 2014 y funcionó hasta agosto de 2015, junto con HTML5 en los navegadores móviles que permitía ver vídeos cargados en formatos H.264. El tamaño del archivo se limitó a 1 GB para cargas en el sitio de Blip y el reproductor estaba basado en Flash. La calidad de vídeo en Blip se optimizó usando el códec de vídeo H.264 y el códec de audio AAC usando un perfil de alta calidad. En el sitio, se alentó a cada página del programa a tener un cartel del programa, un gráfico de encabezado y un banner del sitio web.
La política de Blip era bloquear el acceso o eliminar material que, de buena fe, creía que era material protegido por derechos de autor distribuido ilegalmente o contenido que excedía las pautas razonables de uso justo.